# Крат, Иван Антонович
Ива́н Анто́нович Крат (1895—1923) — машинист-железнодорожник, активный участник Октябрьской революции, первый комиссар Московско-Рязанской железной дороги.

## Биография
Родился в 1895 году. 22-летним юношей участвовал в установлении Советской власти на Украине.
В 1918 году налаживал работу железных дорог Юго-Востока, организовал вывоз продовольствия с Кавказа.
Известна запись от сентября 1921 года в рабочих бумагах В. И. Ленина о докладе члена Реввоенсовета Кавказского фронта, руководителя Кавказского округа путей сообщения С. Д. Маркова о работе железнодорожников: «Марков: лучшие Крат и Мамаев», хотя о чём конкретно идет речь, исследователями не установлено.
В годы Гражданской войны партия доверила И. А. Крату ряд руководящих постов на железнодорожном транспорте.
В первые годы Советской власти сделал очень много для рабочих железной дороги и для развития поселка Прозоровка (ныне Кратово) Раменского района Подмосковья, попытался воплотить до конца нереализованный из-за войны и разрухи замысел 1912 года о создании города-сада для служащих и рабочих железной дороги.
Организатор пионерской организации посёлка — 19 мая 1922 года в Батрацком посёлке торжественно принял в пионеры первых школьников, первым из которых был десятилетний будущий Герой Советского союза командир одесских подпольщиков В. А. Молодцов отец которого работал в паровозном депо Сортировочная Московско-Казанской железной дороги.
Умер в возрасте 28 лет от чахотки в ноябре 1923 года в туберкулезном санатории при платформе «Прозоровская».

Факты его биографии достаточно коротки, как и его жизнь. … Вот, пожалуй и всё, что мы знаем об этом человеке. Даже его могила на Быковском кладбище затерялась.

## Память
Его имя носит платформа и посёлок Кратово Казанской железной дороги: населённые пункты Прозоровский и Юбилейный постановлением Центрального Исполнительного Комитета от 6 января 1930 года были объединены в один и вместе с платформой железной дороги и им присвоено новое наименование — Кратово.
До 1990-х годов станционный зал ожидания украшала мраморная мемориальная доска, сообщавшая историю названия посёлка и платформы, которая впоследствии была удалена с бокового фасада здания. В начале нового века платформа была обновлена и кирпичное строение заменено лёгким навесом. По другим данным — мемориальная доска на месте.